# Ochodaeus formosanus
Ochodaeus formosanus es una especie de coleóptero de la familia Ochodaeidae.

## Distribución geográfica
Habita en Taiwán.